# Brudzeń Duży (village)
Pour les articles homonymes, voir Brudzeń Duży.
Brudzeń Duży (prononciation : [ˈbrud͡zɛɲ ˈduʐɨ]) est un village polonais de la gmina de Brudzeń Duży dans le powiat de Płock de la voïvodie de Mazovie dans le centre-est de la Pologne.
Le village est le siège administratif (chef-lieu) de la gmina appelée gmina de Brudzeń Duży.
Il se situe à environ 19 kilomètres au nord-ouest de Płock (siège du powiat) et à 114 kilomètres au nord-ouest de Varsovie (capitale de la Pologne).
Le village compte approximativement une population de 939 habitants en 2005.

## Histoire
De 1975 à 1998, le village appartenait administrativement à la voïvodie de Płock.